# Jeong Ha-dam
Jeong Ha-dam (* 28. Februar 1994 in Seoul) ist eine südkoreanische Schauspielerin. Ihre erste Rolle hatte sie in dem Independentfilm Wild Flowers (2014). Es folgte eine weitere Hauptrolle in dem Film Steel Flower (2015); sie erhielt für ihre Leistung viel Lob und wurde auf dem Seoul Independent Film Festival ausgezeichnet.

## Leben
Jeong Ha-dam wurde am 28. Februar 1994 in Seoul geboren. Sie war im Drama Club als Oberstufenschülerin und hatte von da an den Wunsch, Schauspielerin zu werden. Wild Flowers war der erste Film, für den sie vorsprach und ergatterte prompt die Rolle.
Aktuell arbeitet sie mit Regisseur Park Suk-young für Ash Flower zusammen, den dritten Teil der Flower-Trilogie.

## Filmografie
- 2014: Wild Flowers (들꽃 Deulkkot)
- 2015: Steel Flower (스틸 플라워)
- 2015: The Priests (검은 사제들)
- 2016: The Handmaiden (아가씨)
- 2019: A Resistance (항거: 유관순 이야기)
- 2020/2023: Sweet Home (스위트홈 Seuwiteuhom)
- 2022: Die Frau im Nebel (헤어질 결심 Haeojil Gyeolsim)

## Auszeichnungen
2015
- Seoul Independent Film Festival: Independent Star Award für Steel Flower